# 윤상호 (축구 선수)
윤상호(1992년 6월 4일 ~ )는 대한민국의 축구 선수로, 포지션은 미드필더이다. 현 K리그2의 서울 이랜드 소속이다.

## 축구인 생활
윤상호는 호남대학교 축구부를 졸업하고, 2014년 K리그 클래식 인천 유나이티드 FC에 입단하였다. 윤상호는 입단 첫 해에 곧바로 당시 2부 리그 소속이던 광주 FC로 임대 이적을 떠났고, 이 곳에서 13경기에 출전하였다.
이 후 차근히 출전 기회를 부여받던 윤상호는 인천에서 55경기에 출전하였다.
K리그2 2019 시즌을 앞두고 FA로 풀린 윤상호는, K리그2 서울 이랜드 FC에 입단하였다.
2020시즌을 앞두고 K4리그의 여주 시민축구단으로 이적했다.